# 盖罗尔斯巴赫
盖罗尔斯巴赫是德国巴伐利亚州的一个市镇。总面积58.96平方公里，总人口3335人，其中男性1705人，女性1630人（2011年12月31日），人口密度57人/平方公里。